# Minibar Delivery
Minibar Delivery — онлайн-сервис по продаже алкогольных напитков, расположенный в Нью-Йорке, предлагающий доставку по запросу в более чем 50 американских городов и доставку в 40 штатов. Он был основан в 2014 году Ларой Кристал и Линдси Эндрюс. Minibar Delivery соединяет клиентов с местными винными магазинами и виноградниками для доставки заказов через мобильное приложение и веб-сайт компании.

## История
Компания Minibar Delivery была основана в 2014 году Ларой Кристал и Линдси Эндрюс,, одноклассниками по Уортонской школе Пенсильванского университета. Эта идея пришла им в голову во вторник, когда у них в апартаментах был обед на вынос, когда у них закончился алкоголь, и ни один из них не хотел идти в магазин. Кристал — бывшая вице-президент по маркетингу сайта электронной коммерции Rent the Runway, а Эндрюс занимал различные маркетинговые должности в FreshDirect, Soap.com и Wag.com. Решив заняться доставкой алкоголя, Кристал заявила, что «в основном мы увидели огромный рынок, который не был успешно введён в эксплуатацию», также отметив, что «мы увидели серьёзный пробел на рынке, особенно в Нью-Йорке, где вы можете доставить практически все, что угодно, и создать у потребителя незабываемые впечатления, которые сделают доставку алкоголя и развлечения на дому максимально лёгкими и приятными». Они начали с партнёрства с местными винными магазинами, чтобы предлагать доставку по запросу за 30-60 минут.
В октябре 2014 года компания Minibar Delivery открыла свои услуги в Чикаго, заключив соглашения с винным магазином Un-Cork It и магазином сэндвичей Milk & More. В том же месяце они открылись в Сан-Франциско. К 2015 году доставка мини-барами расширилась, чтобы обслуживать Нью-Йорк, Лос-Анджелес, Джерси-Сити, Хэмптонс, Итаку, Даллас, Хобокен, Вестчестер, Кремниевую долину, Палм-Бич и Майами. В том же году компания приобрела Booze Carriage, нью-йоркскую компанию по доставке алкоголя по запросу.
В июле 2017 года TechCrunch сообщил, что Minibar Delivery привлёк дополнительные 5 млн долларов начального финансирования под руководством Corigin Ventures при участии Female Founders Fund, Winklevoss Capital, LaunchCapital и RiverPark Ventures . В том же месяце они заключили соглашение с Total Wine & More о запуске двухчасовой службы доставки алкоголя по запросу в Арлингтоне, штат Вирджиния. В 2018 году они расширили это партнёрство на многие другие города в штате Вирджиния, такие как Ричмонд, Ньюпорт-Ньюс, Вирджиния-Бич, Норфолк и другие. В сентябре 2017 года компания Minibar Delivery начала работу в Балтиморе.
По состоянию на февраль 2018 года компания Minibar Delivery привлекла начальное финансирование в размере 6,8 млн долларов. В июле 2018 года компания Minibar Delivery стала партнёром BevMo! в Калифорнии.

## Описание
Штаб-квартира Minibar Delivery находится по адресу 79 Madison Avenue, Madison Square North, Нью-Йорк. Она не хранит никаких запасов, скорее компания служит платформой через своё мобильное приложение и веб-сайт для связи клиентов с местными магазинами спиртных напитков, которые доставляют их к их местоположению. Клиенты могут использовать услугу для доставки алкоголя по требованию в своё местоположение за 30-60 минут, делать покупки прямо на виноградниках, заказывать бармена по запросу, пользоваться услугами квалифицированного консьержа для получения рекомендаций по винам и рецептам коктейлей, а также подписаться на автоматически возобновляемые заказы с интервалами в 1, 2, 3 и 4 недели. Заказы могут быть доставлены только в часы работы магазинов. Компания также предлагает калькулятор планирования мероприятий, который помогает предсказать количество алкоголя, необходимого для вечеринок. Minibar Delivery берёт небольшую маркетинговую плату со своих партнёров по магазину. Minibar Delivery также имеет партнёрские отношения с брендами. Например, компания работала с St-Germain, чтобы клиенты могли заказывать у барменов велосипеды во французском стиле для доставки в Нью-Йорк.
В сентябре 2017 года компания Minibar Delivery расширила свои поставки по запросу до доставки по всей стране, запустив услугу Vineyard Select. По состоянию на 2018 год у Minibar Delivery более 200 партнёров, и она доставляет товары в более чем 40 городов США.